# Манцијана
Манцијана (итал. Manziana) је насеље у Италији у округу Рим, региону Лацио.
Према процени из 2011. у насељу је живело 6125 становника. Насеље се налази на надморској висини од 358 м.

## Становништво
Према резултатима пописа становништва 2011. у општини је живело 7.082 становника.
| 1936. | 1951. | 1961. | 1971. | 1981. | 1991. | 2001. | 2011. |
| ----- | ----- | ----- | ----- | ----- | ----- | ----- | ----- |
| 1.985 | 2.719 | 2.844 | 3.041 | 3.986 | 5.228 | 5.857 | 7.082 |